# NGC 1510
NGC 1510 és una galàxia lenticular nana aproximadament a 38 milions d'anys llum de la Terra a la constel·lació del Rellotge. Va ser descoberta per John Herschel el 4 de desembre de 1836.

NGC 1512 (esquerra) i NGC 1510 (dreta)

## Interacció gravitacional amb NGC 1512
NGC 1510 està sota la influència de les forces de marea gravitacionals de la gran veïna, la galàxia espiral barrada NGC 1512. Les dues galàxies estan separades per només ∼5 armin (13,8 kpc), i es troben en el procés d'una llarga fusió que s'està succeint durant 400 milions d'anys. Al final d'aquest procés NGC 1512 haurà canibalitzat la seua companya més menuda.